# Ari Up
Ariane Daniela Forster (17 de enero de 1962 – 20 de octubre de 2010), conocida por su nombre artístico Ari Up, fue una vocalista alemana más conocida como miembro de la banda punk rock inglesa The Slits.

## Vida
Ari nació en Múnich, Alemania. Su madre Nora Forster estuvo implicada en la Industria de la música, fue amiga de Jimi Hendrix  y tuvo una relación con Chris Spedding durante tres años. El abuelo de Ari era el rico propietario de un diario alemán y su padrino era Jon Anderson, cantante del grupo Yes.
Nora, quien estaba casada con John Lydon, cantante de Sex Pistols, hizo de su casa una especie de dominio punk  donde hospedaba a músicos pobres. La presencia constante de músicos punk llevó a Ari a experimentar con el estilo, aprendiendo a tocar la guitarra con Joe Strummer de The Clash.
En 1976, con 14 años, Ari formó The Slits con la baterista Palmolive. En poco tiempo la guitarrista Viv Albertine se unió al grupo y se impresionó profundamente por la joven cantante . "El inglés era su segunda lengua" Albertine comentó en una entrevista. "No era fácil para ella y tuvo que luchar para ser tomada en serio." "Ari era la mujer más dinámica que nunca conocí" , dijo Albertine. "La manera en que se comportaba era una revolución."
A finales de los 1970s, The Slits actuaron abriendo una gira de The Clash. El gusto de Ari Up por el reggae dirigió a The Slits hacia un estilo de Dub "junglista". Ella era la más extravagante miembro del grupo, siendo conocida por sus peinados salvajes y sus raras vestimentas. Puede ser vista brevemente en la película de The Clash Rude Boy. Sus actuaciones de 1977 con The Slits se incluyen en The Punk Rock Movie, un documental con presentaciones de varios grupos punk, principalmente en el club The Roxy.
Después de la disolución de The Slits en 1981, Ari se mudó con su marido e hijos gemelos a las regiones selváticas de Indonesia y Belice viviendo entre los indígenas de aquellas áreas. Más tarde, se mudaron a Jamaica, estableciéndose finalmente  en Kingston. Continuó haciendo música, primero con los New Age Steppers, y después como solista , utilizando los nombres a Baby Ari, Madussa, y Ari Up. En 2000, Lydon y Nora se convirtieron en guardianes legales de los hijos gemelos de Ari;  Lydon lo explicó así "[Ari] les dejó crecer libres. No sabían leer, escribir o formar frases adecuadas. Un día Ari dijo que no les podía soportar más. Sugerí que vinieran con nosotros porque yo no les tendría abandonados. Fue un infierno, pero me encantó tener niños alrededor." El primer álbum solista de Ari, Dread More Dan Dead, fue lanzado en 2005.

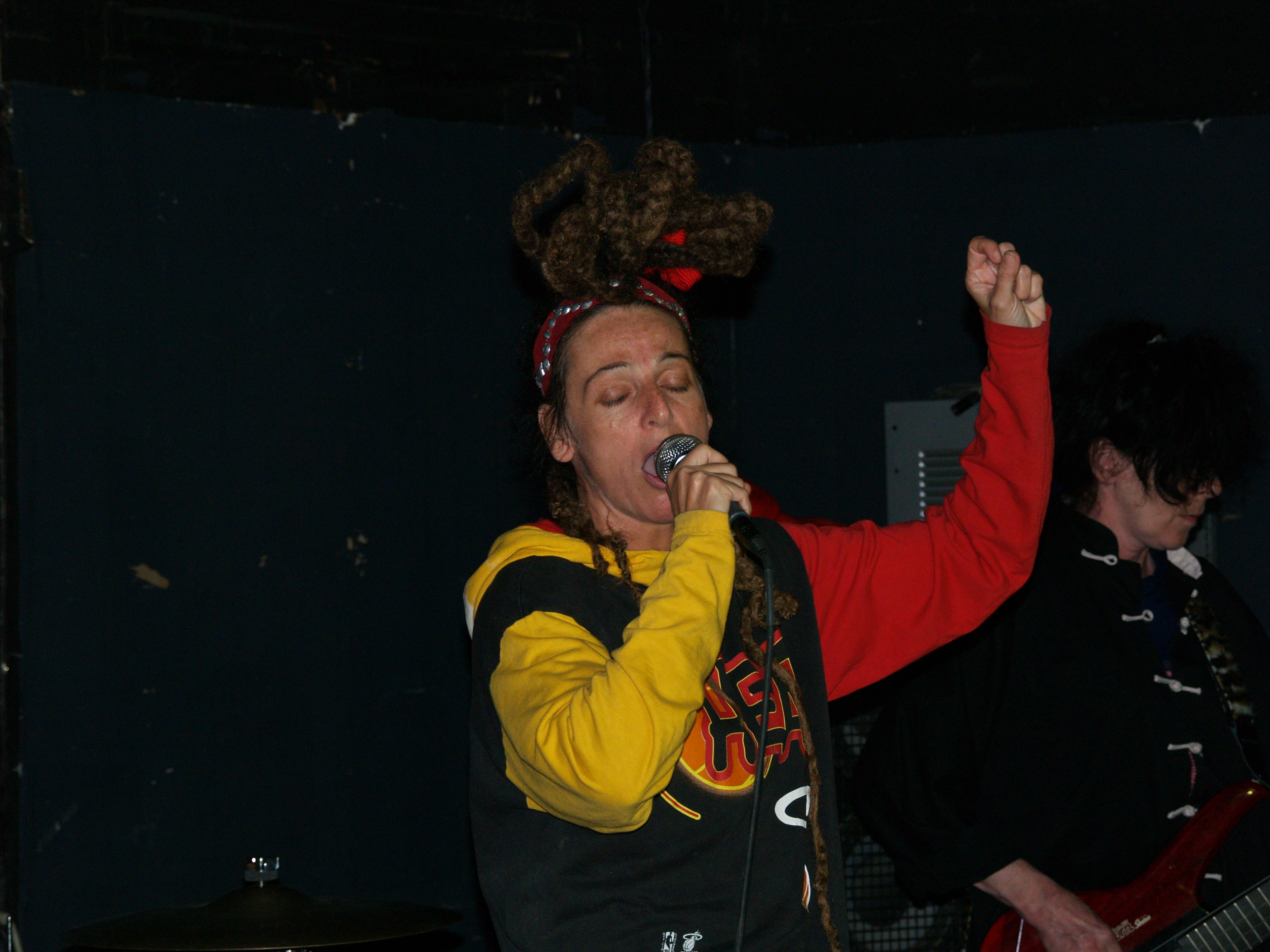
Ari Up en 2008.

Ari Up participó en el álbum  Repentance de Lee "Scratch" Perry ,(2008), e interpretó un dúo en una versión de de la canción "Mister,  You're a Better Man Than I" de Mike Hugg en el álbum Edita (2008) de Mark Stewart. .
En 2008, Ari fue diagnosticada con cáncer de pecho. Aun así rechazó el tratamiento de quimioterapia recomendado. Lydon más tarde comentó "¿Quién rechaza la quimio solo porque no quiere que le corten sus rastas?? Ariane simplemente era...insensata. Pensaba que podía curarse a sí misma con médicos-brujos. Gastamos centenares de miles intentando salvarla, pero era demasiado tarde." A pesar del diagnóstico,  actuó en julio de 2009, con Perry y la banda de Dub austriaca Dubblestandart en Brooklyn, Nueva York, justo antes del festival Central Park SummerStage. Una de las últimas grabaciones de Ari tuvieron lugar en mayo de 2010, en Nueva York con Lee Scratch Perry. Las sesiones estuvieron grabadas por el Subatomic Sound System y lanzadas en agosto de 2010 en vinilo de 7" bajo el título "Hello, Hell is Very Low" b/w "Bed Athletes.." El trabajo final de The Slits, fue el vídeo para la canción "Lazy Slam" del álbum Trapped Animal, el cual fue lanzado póstumamente de acuerdo con los deseos de Ari.
El 20 de octubre de 2010, Ari murió en Los Ángeles a los 48 años. Su muerte fue inicialmente anunciada en la página web de Lydon. Para entonces, Lydon y Nora, también se habían convertido en tutores legales del tercer hijo de Ari, Wilton.

## Discografía
- The Slits – Cut (1979, Island)
- V/A – We Do 'Em Our Way (1980, MFP)
- The Slits – Return of the Giant Slits (1981, CBS)
- New Age Steppers – The New Age Steppers (1981, On-U Sound)
- The Slits – The Peel Sessions (1987, Strange Fruit)
- V/A – Lipstick Traces (1993, Rough Trade)
- V/A – Rough Trade Shop, Post Punk 01 (2xCD, Comp) (2003, Mute)
- Ari Up – True Warrior / I'm Allergic 7" (2004, For Us)
- The Slits – Live at the Gibus Club (2005, Earmark)
- Ari Up – Baby Mother 12" (2005, Collision: Cause Of Chapter 3)
- Ari Up – Dread More Dan Dead (2005, Collision: Cause Of Chapter 3)
- V/A – Girl Monster (3xCD, Comp) (2006, Chicks On Speed Records)
- The Slits – Revenge Of The Killer Slits 7" (2006, S.A.F. Records)
- Dubblestandart vs. Ken Boothe vs. Ari Up – When I Fall In Love / Island Girl 12" (2007, Collision: Cause Of Chapter 3)
- The Slits – Trapped Animal (2009, Narnack Records)
- Subatomic Sound System Meets Ari Up & Lee "Scratch" Perry – Hello, Hello, Hell Is Very Low / Bed Athletes (7") (2010, Subatomic Sound)
- Ari Up & Vic Ruggiero – Rare Singles and More... (2011, Ska in The World)
- New Age Steppers – Love Forever (2012, On-U Sound)